# Guerra civile di Siracusa (316 a.C.)
(Voltaire, Agathocle.)
Con l'espressione guerra civile di Siracusa si ci riferisce ad un conflitto bellico tra le forze politiche oligarchiche e democratiche della pentapolis aretusea, le quali incominciarono a scontrarsi già a partire dai primi anni dopo la morte del corinzio Timoleonte e in maniera ancora maggiore dopo la morte di Alessandro Magno (non è possibile precisare un anno di inizio: all'incirca tra il 332 a.C. e il 323 a.C.); la loro rivalità sfociò in confische ed esilii, fino a giungere a veri e propri eccidi di massa. La sua fase più cruenta si ebbe sotto l'anno 316 a.C., quando il capofazione dei democratici, Agatocle (già nominato «custode della pace» per le fortezze dell'interno), usurpò il potere e si fece proclamare stratego autocratore; fu il principio del suo longevo e influente governo..
La salita al governo da parte di Agatocle comportò la fine della prima parte di questa guerra - la parte che coinvolse maggiormente il tessuto urbano della pentapolis -, la quale era però destinata a continuare per lunghi anni ancora. Il potere del dinasta Agatocle (futuro basileus), dal 316 a.C. in avanti, fu infatti ostacolato dalla fazione sconfitta ed esiliata dell'oligarchia che continuò a scontrarsi con le forze agatoclee in numerose battaglie nelle varie città della Sicilia, arrivando a coinvolgere nel conflitto in maniera accesa, e assolutamente diretta, la stessa Cartagine (da questa guerra nacquero infatti i presupposti per la spedizione siracusana in Africa del 310 a.C.), la quale dopo essersi schierata in un primo momento con i radical-democratici, passò successivamente con gli oligarchici, contrastando anch'essa il potere di Agatocle. Tale guerra civile trovò infine termine con la resa definitiva degli esuli appartenenti all'oligarchia, nel 304 a.C.

## Antefatti

### Agatocle nell'esercito di Damante
La Sicilia di Timoleonte si mantenne tranquilla dopo la cacciata dei tiranni e rimase in questo stato di serenità, reale o apparente, per diversi anni. Quando però il corinzio morì la situazione apparve subito meno calma di prima.
Le cronache scritte non ci narrano la data precisa di quando scoppiarono i tumulti nella varie poleis, però ci narrano le cause che le provocarono, ovvero la discordia sociopolitica scaturita dalla incapacità di collaborazione e bramosia di potere che inevitabilmente portarono allo scontro.
Non è chiaro cosa fece la Sicilia in quei primi anni senza l'ormai affezionata figura del Timoleonte ecista e consigliere. Da alcuni sporadici documenti sappiamo che Siracusa intraprese una guerra contro Agrigento, ma non ci vengono spiegate le ragioni di tale conflitto.
Durante questo avvenimento bellico, di cui si ignora la precisa data, venne scelto come comandante dell'esercito siracusano Damante. Egli a sua volta per sostituire uno degli ufficiali che era morto, scelse al suo posto Agatocle, suo allievo prediletto. L'ambizioso giovane, essendo molto rinomato tra i soldati per la sua robustezza e veemenza fisica, non ebbe alcun problema a farsi accettare quale nuovo ufficiale di alto grado.
Nell'esercito di Damante ebbe una vittoria dopo l'altra, acquistando fama e gloria. Si esponeva al pericolo e faceva discorsi arditi al popolo. In seguito Damante si ammalò e morì, Agatocle ne sposò la vedova di lui, una donna che si era anch'ella invaghita della bellezza di questo giovane, e con questo matrimonio Agatocle ereditò le fortune economiche di Damante e divenne così uno dei cittadini più ricchi e influenti di Siracusa.

### La guerra dei Bruzi e di Crotone

#### Sosistrato ed Eraclide
Le idee timoleontee si erano diffuse anche nella Magna Grecia; l'assetto politico consisteva in un'oligarchia moderata, ovvero che comprendesse anche l'opinione delle masse popolari. Ciascuna città era lasciata libera di amministrarsi, con le proprie leggi interne ed esterne, Siracusa era la sede di questo sistema politico ed era la capitale di quelle città, senza però avere su di esse potere giuridico o politico. Questa situazione stabilì anni di pace nei territori.
Gli anni turbolenti incominciarono quando la polis aretusea, rimasta senza guida politica, doveva decidere che nuovo assetto politico darsi. Non si sa come e con quali metodi ma, giunsero a reggere il governo siracusano tali Sosistrato ed Eraclide. Alcune fonti parlano di atti di violenza e stragi nella polis di Siracusa per arrivare a stabilire quei due nomi come capi politici. Altri ci narrano che vi era a quel tempo un governo retto da 600 senatori scelti tra i cittadini più influenti della polis e che vennero in seguito cacciati da Sosistrato ed Eraclide.
Gli storici non sono riusciti a chiarirci in quali anni avvennero con precisione i fatti narrati. L'ascesa al potere di Agatocle è strettamente collegata agli ultimi anni di Alessandro Magno, motivo questo che confonde il contesto sociale. Si crede per tradizione che le lotte politiche siciliane e italiane abbiano preso slancio dopo la morte del sovrano macedone, poiché egli impediva qualsiasi ribellione democratica nelle terre a lui vicine. Ma questa tradizione verrebbe smentita dalla data, molto precedente ai tumulti post-alessandrini, nella quale si fissa la guerra dei Bruzi contro Crotone, e la seguente spedizione siracusana in favore dei crotoniati databile già dal 330-325 a.C..

#### Contesto calabro e italico in epoca alessandrina

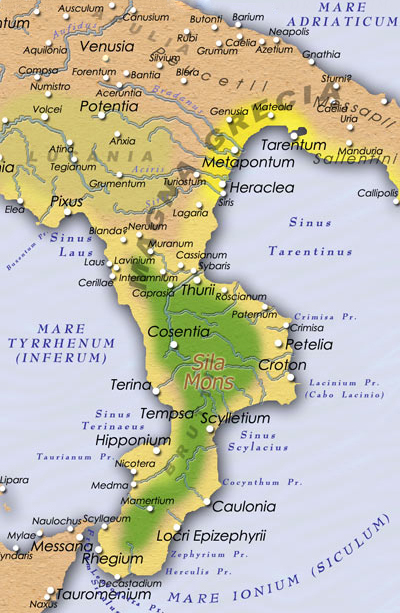
Una mappa dei territori della Magna Grecia nella penisola italiana

La situazione in Italia era abbastanza agitata già prima della morte di Alessandro Magno. Infatti Taranto, rinomata polis greca, attaccata dai Bruzi che si erano alleati con i Lucani, aveva chiamato in suo aiuto un re di Sparta, Archidamo III, che però venne sconfitto dall'alleanza bruzio-lucana presso la città messapica di Manduria nel 332 a.C. I tarantini desiderosi di rivincita chiamarono allora il re dell'Epiro Alessandro il Molosso, zio di Alessandro Magno.
In Puglia vi furono degli scontri tra i Messapi alleati dei Bruzi e dei Lucani. I pugliesi una volta vinti decisero di uscire dalla lega (precedentemente formata dai Bruzi), in essa però vi entrarono i Sanniti, i quali però conclusero presto una pace con i Romani, con cui erano in guerra. Il macedone dopo aver conquistato Metaponto, Thurio, Cosenza e altre città bruzio-lucane divenne alleato dei Romani.
Le mire espansionistiche dello zio di Alessandro Magno erano adesso rivolte sempre più a sud della penisola italica; attaccò il Sannio per entrare in territorio calabro ma qui venne ucciso da un soldato cosentino. Con la sconfitta dei tarantini i Bruzi ritrovarono gran parte dei loro alleati italici i quali formarono nuovamente la lega bruzia. Accadde però che i Lucani, si dice corrotti dai Tarantini, si ritirarono dalla confederazione alleandosi con i Sanniti e al loro posto vi entrarono i Locresi di Locri, polis nota tra gli italici per la sua instabilità politica. Reggio si alleò con Taranto e Crotone venne quindi attaccata dai bruzi e dai locresi.
Fu a questo punto che i crotoniati chiesero l'aiuto di Siracusa per difendersi dall'assedio bruzio-locrese. Ed è quindi questo il contesto italico che andarono a trovare i Siracusani mischiati in queste lotte. I Bruzi nel frattempo sciolsero la lega poiché ebbero dei contrasti tra i loro alleati sulla questione della terra conquistata da dividere tra essi.

### La vittoria a Crotone e l'esilio di Agatocle
Una volta giunti a Crotone, la gerarchia della spedizione siracusana era così composta: Sosistrato ed Eraclide erano i comandanti assoluti dell'esercito; Antandro, fratello di Agatocle, era stato nominato strategos dei soldati e poi vi era Agatocle che ricopriva il ruolo di chiliarco.
La guerra fu vinta dai Crotoniati e dai Siracusani, i Bruzi vedendosi isolati tolsero l'assedio e lasciarono in pace Crotone. I due fratelli si fecero molto notare durante la battaglia italica, al punto tale da oscurare i successi di Sosistrato che divenne geloso dell'abilità militare di Agatocle e del suo parente. Quindi, al momento di riferire in patria gli avvenimenti bellici della penisola, Sosistrato omise di proposito le vittorie ottenute da Agatocle e non fece alcun cenno al valore dimostrato dal suo soldato.
La vittoria ottenuta a Crotone, segna per Siracusa e per Agatocle una svolta definitiva: il combattente Agatocle quando seppe che il suo ruolo durante la battaglia contro i Bruzi venne non solo sminuito ma quasi taciuto, accusò i capi dell'oligarchia siracusana di ambire al potere assoluto; ovvero di voler instaurare una nuova tirannide. Ma le sue accuse in Siracusa non furono ascoltate ed anzi egli venne tacciato di falsità ed esiliato. Col divieto di far rientro a Siracusa, Agatocle preferì rimanere in Magna Grecia; qui assunse il ruolo di mercenario per svariati eserciti: godendo di ottima fama sul campo di battaglia.
Non vi è una data precisa che possa chiarire quando avvenne la spedizione siracusana in Magna Grecia: si suppone intorno all'anno 330 a.C., poiché coincide con la morte di Alessandro il Molosso (e i due eventi sono certamente collegati tra loro: Siracusa, in quanto polis egemonica del luogo geografico, si assumeva la responsabilità di proseguire l'impegno del parente di Alessandro Magno), tuttavia non vi sono altri elementi che possano aiutare a stabilire quando Agatocle si ritrovò in Calabria, né tanto meno in che anno avvenne il suo esilio.

## Oligarchici contro democratici

### Sosistrato prende il potere di Siracusa
Nel frattempo, avvenuto l'allontanamento forzato di Agatocle, l'oligarchia moderata di Siracusa divenne dispotica: Sosistrato ed Eraclide smisero di rispettare la politeia lasciata in eredità da Timoleonte e instaurarono nella pentapolis un regime severissimo. I tumulti che si vennero a creare tra oligarchici e democratici, partiti con molta probabilità proprio da Siracusa, interessarono una vasta area del mondo greco occidentale e ciò sarebbe da attribuire alla morte di Alessandro Magno, avvenuta nel 323 a.C., e ai conseguenti disordini che presero vita principalmente nell'area orientale del Mediterraneo (vd. la guerra intrapresa da Atene contro la Macedonia), riversatisi in parte in quella occidentale. Senza più il blocco indiretto del Macedone, anche i Greci d'occidente - confluiti nella figura egemone della Siracusa post-timoleontea - abbandonarono quella calma apparente.

## Agatocle mercenario in Magna Grecia

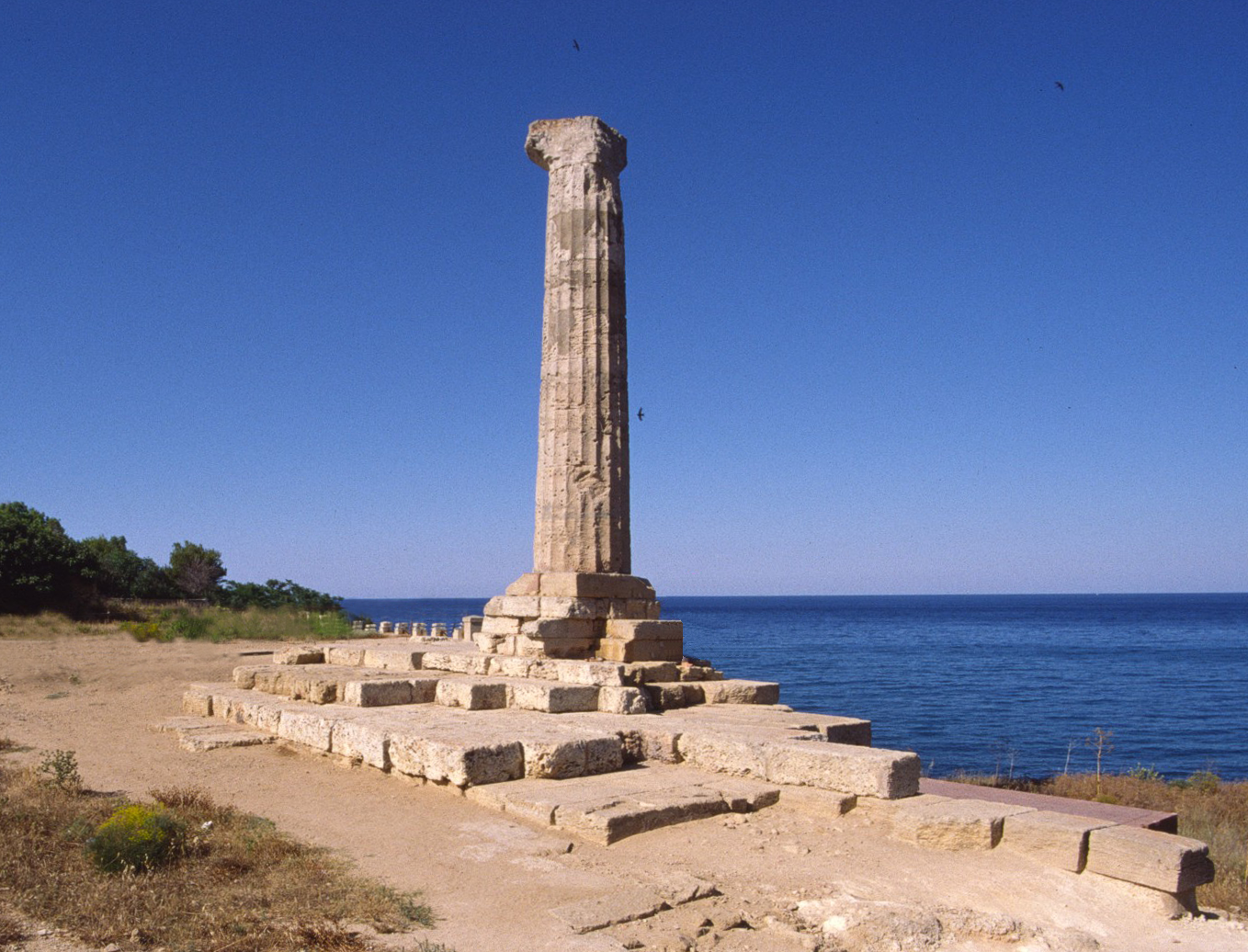
Il tempio di Era a Capo Colonna, in territorio crotoniate

Agatocle diventò capo degli esuli democratici di Crotone. Rimanendo a lungo in territorio calabro egli accolse tra le sue file esuli democratici anche di altre città poste sotto costante minaccia dei Bruzi: gente di Terina, Hipponia, Sibari con ogni probabilità si affidò alla sua guida. Agatocle con questo suo nuovo esercito di dissidenti attaccò Crotone, per cercare di spodestare l'oligarchia della città; consolidatasi dopo il sostegno dei Siracusani. Il suo assalto tuttavia venne respinto, allora Agatocle trovò riparo presso Taranto, venendo accolto tra le file dell'esercito della polis apula e posto a capo dei suoi mercenari. La permanenza di Agatocle a Taranto non durò a lungo, poiché la figura carismatica dell'esule cittadino di Siracusa spaventò i tarantini che preferirono allontanarlo dalla propria città, temendo che nutrisse su di essa mire egemoniche.
Agatocle ebbe occasione di rivedere l'esercito siracusano durante l'assedio di Reggio: Sosistrato ed Eraclide portarono una numerosa armata nella polis calabra, in difesa del governo oligarchico reggino (un'operazione militare, che si sarebbe potuta limitare anche alla sola azione preventiva, resa necessaria dal contesto tumultuoso che perdurava in Magna Grecia), Agatocle venutone a conoscenza si portò anch'egli a Reggio con il suo esercito di esuli calabri e affrontò le truppe siracusane. L'esito fu a favore del mercenario e l'oligarchia di Siracusa ritirò le sue truppe, lasciando Reggio.

## Rientro di Agatocle a Siracusa e l'accusa di pirateria

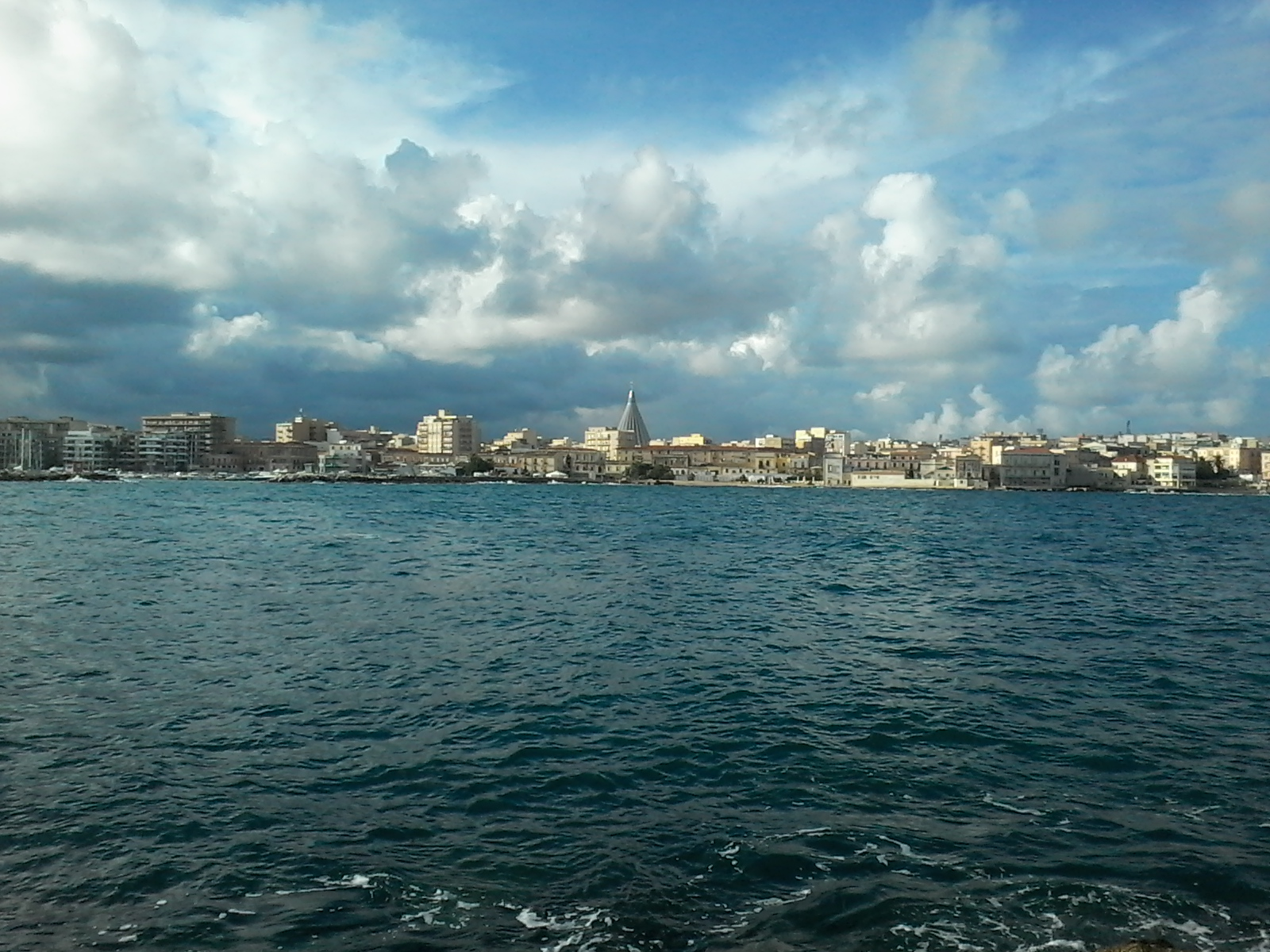
La città di Siracusa vista dal mare

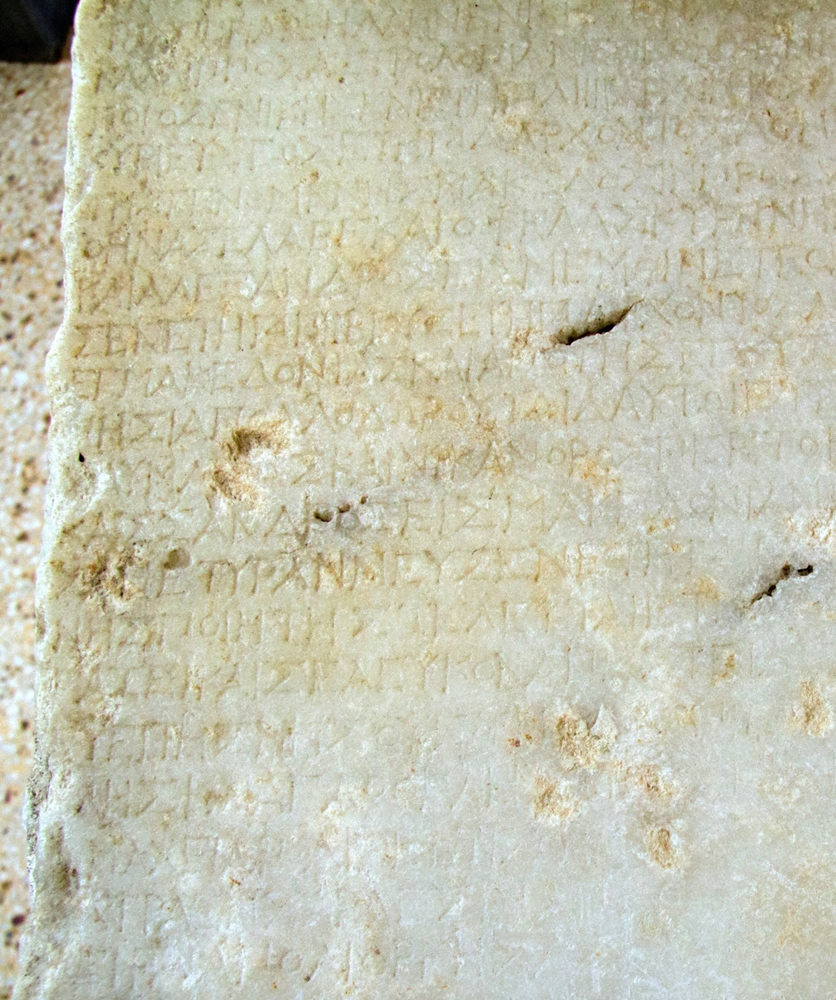
Frammento del Parium

I Siracusani si ribellarono al potere di Sosistrato ed Eraclide (il secondo messo in ombra dalla figura del primo) e riuscirono ad esiliarli dalla città. Agatocle poté quindi fare rientro a Siracusa.
Il figlio di Carcino aveva sempre più la fiducia del popolo e dell'esercito siracusano; una notte i suoi soldati si portarono sotto le mura di Gela, qui incontrarono al suo interno Sosistrato con i suoi uomini, li presero di sorpresa e facendo loro voltare le spalle ne uccisero 300. Agatocle con il resto delle sue truppe riuscì a fuggire per un soffio, incoraggiando i suoi non arrendersi, si narra che quella notte venne ferito sette volte e perdendo molto sangue si salvò solo grazie ad uno stratagemma, facendo suonare le trombe ai suoi soldati riuscì ad ingannare i gelesi e Sosistrato facendogli credere di essere entrato nella polis, così quelli accorsero dal lato opposto e i siracusani con Agatocle poterono fare ritorno al campo.
Da un frammento del Marmor Parium (cronache sui fatti del III secolo a.C. trascritte su un grande blocco di marmo rinvenuto nell'isola di Paro) si apprende che questo conflitto civile siracusano scoppiato tra gli oligarchici e i democratici venne placato quando in Atene era arconte Apollodoro (il marmo ha una visione Atene-centrica), nel 319-318 a.C.; questa testimonianza esclude una datazione troppo alta del principio del conflitto (certamente essa non poteva essere anteriore al 323 a.C.).
La cacciata dei leader oligarchici non placò la guerra scatenata all'interno della pentapolis e in stato di emergenza venne eletto stratego con poteri straordinari una figura esterna: Acestoride di Corinto (polis nel frattempo ritornata sotto il dominio macedonico), il quale aveva il compito di mediare e fare da pacere tra le due parti in conflitto. Acestoride temendo la figura fortemente demagoga di Agatocle, lo portò davanti a un tribunale accusandolo di essersi macchiato del reato di pirateria ai danni della sua stessa patria. Infatti stando al passo di Giustino (XXII 1, 14), Agatocle durante l'esilio si era dato alla pirateria facendosi ingaggiare da gente del mestiere che lo portò ad infestare le acque di Siracusa.
In un episodio i pirati suoi compagni vennero catturati dai Siracusani e torturati affinché confessassero il nome dei complici sfuggiti; Agatocle si salvò perché costoro non pronunciarono il suo nome. Tuttavia, pur avendo la notizia tramandata da Giustino un fondo di verità (le acque dello Ionio erano all'epoca molto frequentate dai pirati), essa sembra provenire da una fonte decisamente avversa alla figura di Agatocle. L'accusa di pirateria ad ogni modo decadde.
Acestoride quindi cercò di far assassinare il demagoga: scrive Diodoro che dei sicari, spediti segretamente dallo stratego, dovevano eliminare Agatocle cogliendolo di sorpresa, ma egli avendo previsto le mosse del Corinzio, ingannò gli assassini mandando in giro al suo posto uno schiavo a lui simile per statura ed aspetto. Agatocle gli diede un cavallo e le sue armi, dopodiché fuggì da Siracusa e si andò a rifugiare nell'entroterra siciliano. Lo schiavo venne infine ucciso. Ufficialmente Acestoride bandì per una seconda volta Agatocle dalla polis aretusea, accusandolo apertamente di ambire alla tirannide.

## L'intervento di Cartagine e Agatocle esule tra i Siculi
Sosistrato, estromesso dal governo ed esiliato dalla sua città, andò dai Cartaginesi siti nella Sicilia occidentale per coinvolgerli nella causa dell'oligarchia siracusana. Costoro si dimostrarono subito disponibili a intervenire nel conflitto civile siracusano, ma poiché Diodoro e altri storici non danno sufficienti notizie su questo primo approccio cartaginese (a differenza di altre guerre tra Cartagine e Siracusa che sono invece ricche di dettagli), si suppone che esso non debba avere avuto effetti importanti nella fase iniziale del conflitto interno. È pur vero che dalla narrazione diodorea si percepisce una maggiore concentrazione sui fatti che riguardano le gesta di Agatocle e di contro appare trascurata la situazione esterna (in questo caso le prime mosse di Cartagine nel conflitto e le sue immediate conseguenze). Certamente la gravità del momento connotato da forte instabilità politica, nel quale si insidiarono anche i Cartaginesi, è collegato con la chiamata urgente del corinzio Acestoride (Siracusa in sostanza chiedeva aiuto).
Acestoride ottenne il secondo allontanamento del potenziale tiranno e siglò la pace con Cartagine, facendo rientrare gli oligarchici precedentemente esiliati. Il rientro di Sosistrato fece acuire maggiormente il conflitto: egli ordinò a mille soldati della pentapolis di uccidere tutti i compagni di Agatocle e le loro famiglie che non avevano abbandonato Siracusa. Dopodiché ingrossò le file del suo esercito liberando gli schiavi dalle latomie e armandoli.

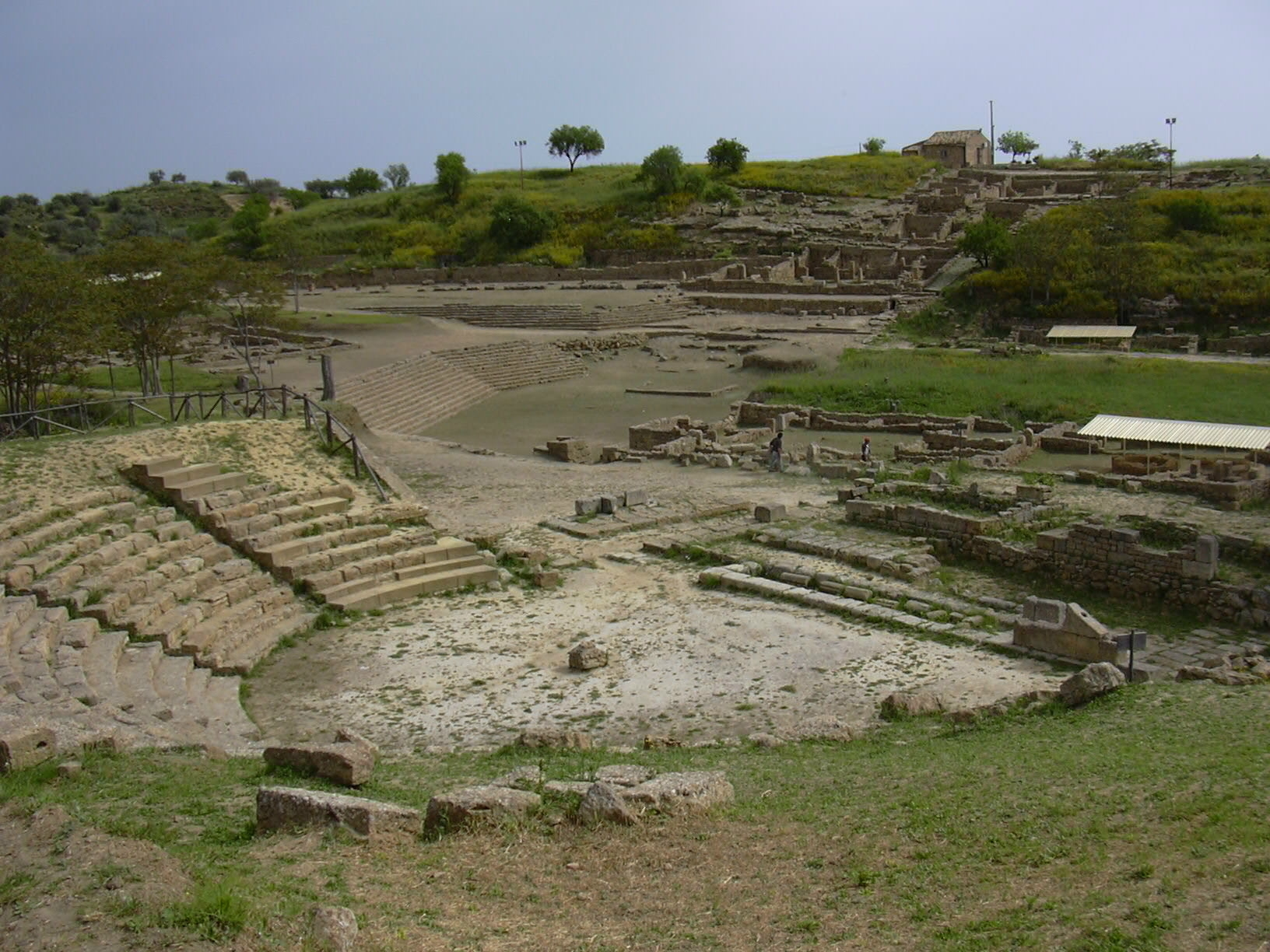
Il teatro greco di Morgantina, polis ennese dove Agatocle trovò rifugio

Nel frattempo Agatocle, come informano Giustino e Diodoro, andò a rifugiarsi nell'entroterra ennese, presso Morgantina; qui trovò l'appoggio dei Siculi e di altre città-satellite di Siracusa; popolazioni desiderose di una rivalsa nei confronti del governo aretuseo (va ad esempio ricordato che i Sikeloi, in base ad un trattato stipulato nel 392 a.C. e non più messo in discussione, appartenevano a Siracusa ed erano privi di autonomia). Con questo suo nuovo esercito, Agatocle si avventò su Leontini (polis che faceva parte della chora siracusana) e la prese, portandosi conseguentemente ad assediare Siracusa, ma la trovò difesa dalle truppe cartaginesi poste ai comandi di Amilcare.
In uno scenario logorante, con possibili esiti davvero temibili (come una Siracusa governata da Cartagine), Agatocle decise di non proseguire oltre con l'assedio, piuttosto preferì scendere a patti segreti con il nemico punico. I due comandanti delle rispettive parti stipularono un accordo secondo il quale Agatocle riceveva l'aiuto dei Cartaginesi per entrare a Siracusa e in cambio si sarebbe impegnato ad aiutare Amilcare a prendere il potere a Cartagine; figura desiderosa di mettersi al comando del suo popolo.

## La strage
Agatocle in un primo momento si mostrò comprensivo con il popolo, sembrava davvero un perfetto capo della democrazia, favorendo le azioni popolari e mantenendo la pace. Ma evidentemente in cuor suo aveva altre reali intenzioni, altre bramosie. Il neo capo infatti era geloso, o meglio, era infastidito dal ruolo che ricoprivano i 600 senatori che facevano parte del governo siracusano. Egli vedeva in loro un ostacolo alla sua supremazia, ovvero al suo progetto di assolutismo politico, quindi al suo desiderio di tirannide.
Un giorno giunse a Siracusa un corriere il quale chiedeva di mandare un'armata siracusana a sedare la rivolta che era scoppiata nella polis di Erbita (Ερβιτα), antico sito della Sicilia orientale che in passato aveva aiutato Dionisio I nei suoi progetti di conquista e che ora faceva parte delle poleis soggette al governo siracusano. Fu deciso di allestire un esercito che riportasse gli Erbitani oligarchici sotto il controllo aretuseo e presero parte alle operazioni belliche anche i soldati di Amilcare II i quali, essendo ancora partecipi alla vita politica di Siracusa, mandarono 5 000 dei loro uomini ad affiancare Agatocle in questa missione.
Ma Agatocle aveva altri progetti; egli riuscì a radunare 3 000 soldati, tra cui molti poveri, che odiavano i ricchi, e molti morgantini di quelli che lo avevano precedentemente servito. Poi andò a cercare i due capi del consiglio siracusano dei 600, tali Pisarco e Decle, disse loro che doveva discutere di un affare pubblico e fece radunare senatori e truppe quella mattina presso di lui. Quando ebbe i senatori vicino alle sue truppe li fece incarcerare di sorpresa con la falsa accusa che questi stessero tramando contro la sua vita perché erano gelosi del fatto che il popolo si fosse a lui affezionato. Con questo pretesto andò dai cittadini siracusani spiegando loro l'accaduto e convincendoli che costoro governanti non potevano rimanere impuniti davanti a un simile oltraggio. Soldati e popolo ingenuamente credettero alle accuse di Agatocle e questi senza dar loro il tempo di pensare a ciò che stava per fare, ordinò immediatamente ai suoi uomini che si mettessero a morte quei senatori.
Da quel momento fu il caos, Agatocle non si accontentò solo di uccidere i senatori suoi nemici politici, ma ordinò al suo esercito di saccheggiare, derubare e uccidere tutti i cittadini contrari alla sua politica. Ogni cosa venne messa in tumulto; mentre gli abitanti cercavano di placare l'ira di quei soldati, quelli rispondevano con ulteriore violenza, avendo come scopo l'arricchirsi personale. Entrarono nelle case rubando tutto ciò che di prezioso riuscivano a trovare, chi provava a difendersi veniva ucciso. La gente cercava riparo sigillandosi nella propria abitazione, ma ogni sforzo era vano poiché le porte venivano forzate e i soldati usavano le scale lì dove vi erano delle mura da scalare. Vi era chi per cercare di salvarsi la vita si gettava dal proprio balcone ma a causa dell'altitudine pochi rimanevano vivi. Le porte principali della polis erano state serrate in modo che nessuno potesse uscire o entrare durante i tumulti che l'esercito stava provocando. Solamente 6 000 di quei cittadini fecero in tempo a scappare e cercare rifugio ad Agrigento, polis che nonostante un tempo fosse stata attaccata dagli oligarchici siracusani, ora per compassione ben accolse quei siracusani che venivano a chiederle soccorso.
Intanto all'interno di Siracusa nemmeno i templi erano più un luogo sicuro dove cercare riparo. Agatocle guardava tutto ciò e non faceva niente per impedire o fermare la strage. I suoi soldati non risparmiarono niente alla popolazione; le donne vennero violentate, gli uomini uccisi, non vi era cittadino innocente che non venisse umiliato o ferito in qualsiasi maniera. Al terzo giorno di queste vigliaccherie Agatocle decise di porvi fine e di bloccare i tumulti che egli stesso aveva dato ordine di provocare.
Ordinò che venissero esiliati quei cittadini ai quali voleva meno male, per cui concedeva loro di salvarsi la vita a patto di non mettere più piede a Siracusa. Tra questi esiliati si narra che vi fosse anche Dinocrate, un suo stretto amico al quale concesse di aver salva la vita in nome di quell'antica amicizia che li univa (come vedremo più avanti Dinocrate avrà un suo ruolo ben preciso nelle vicende agatoclee).

## Conseguenze
In totale si narra che durante quelle sole tre giornate di saccheggio furono uccisi ed esiliati circa 10 000 cittadini
Agatocle sapeva bene che dopo questa strage avrebbe avuto tutto il popolo contrario ad una sua presa di potere, quindi doveva dare il meglio della sua astuzia per riacquistare umanità davanti agli occhi dei siracusani. Convocò l'assemblea del popolo, durante la quale nessuno dei suoi oppositori ebbe il coraggio di parlare, distrutti com'erano dalla appena terminata barbarie contro di essi.
Con un gesto teatrale si tolse le vesti militari e il mantello, rimettendosi in mano al popolo, dicendo loro che se aveva agito con crudeltà era stato solo per liberare Siracusa da quei cittadini che non volevano il suo bene, poiché volevano imporle un dominio supremo. Detto ciò, disse al popolo che egli altro non desiderava se non vivere da normale privato cittadino, che voleva solo essere lasciato in pace e richiamato nei momenti di bisogno.
La reazione del popolo è complessa, poiché alcuni storici si limitano a dire che il popolo, scioccamente, credette al suo pentimento e lo pregò di restare alla sua guida. Ma vi è da considerare il fatto che Agatocle sapeva bene di avere dalla sua parte l'esercito, che con lui si era arricchito di averi e il governo democratico che si sentiva invincibile con a capo Agatocle e la sua abilità militare, per cui è più facile presupporre che il popolo, vedendosi accerchiato da forze più grandi di esso, abbia preferito cedere per evitare altri spargimenti di sangue dopo avere assistito a quanta spietatezza fossero capaci i sostenitori del futuro tiranno.

### Agatocle: le prime mosse da stratego autocratore

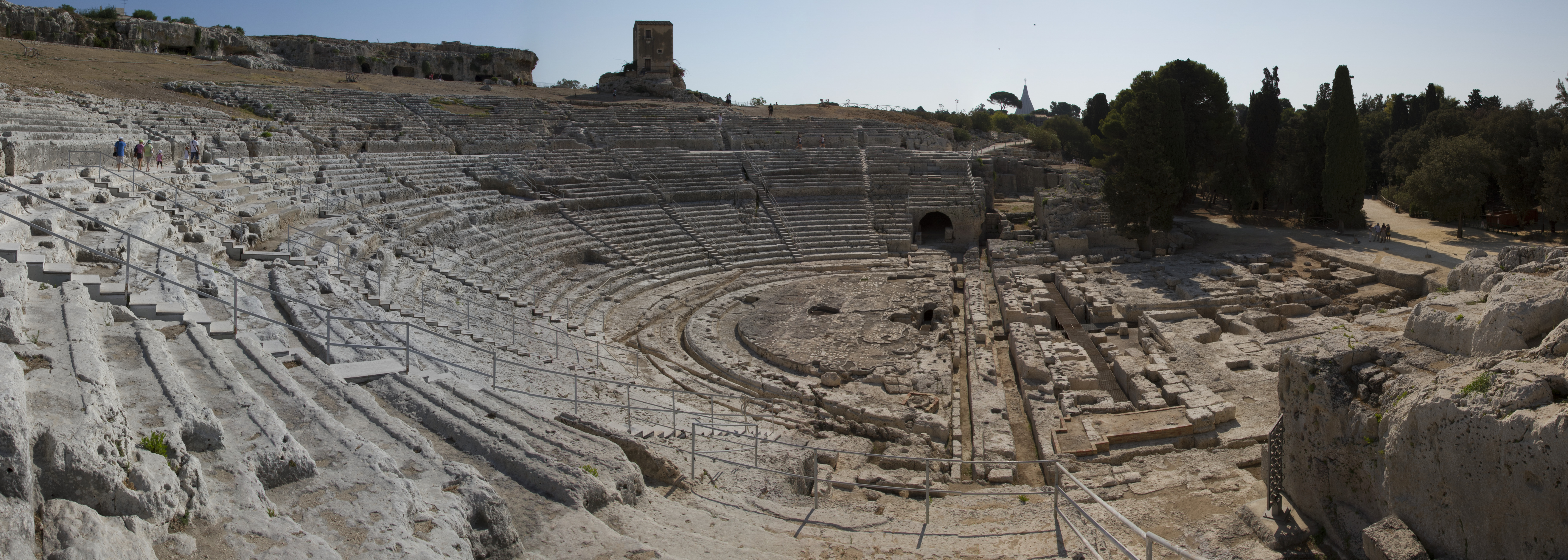
Il teatro greco di Siracusa: qui Agatocle tenne la sua prima assemblea da nuovo stratego autocratore e qui fece svolgere tutte le altre, poiché il teatro era al centro della vita sociale della pentapolis siracusana

Agatocle in quei giorni concitati convocò tre assemblee fondamentali: nella prima assemblea egli, forte del ruolo che rivestiva, accusò i suoi avversari di tramare alle sue spalle e quindi ne decretò la condanna a morte; nella seconda avvenne la legittimazione di quanto fatto; enfatizzando gli eventi a suo favore grazie alla sua capacità dialettica e gestuale.
Agatocle ottenne la proclamazione definitiva nella seguente maniera: dopo lo spargimento di sangue, convocò il popolo (dominato dalla sua fazione) e disse di aver salvato la città da un terribile potere dispotico. Dopodiché per dimostrare che egli non aveva tradito il giuramento fatto a Demetra, si tolse la clamide (il manto simbolo dell'autorità), si disarmò e indossò un mantello normale, in uso tra il popolo. Asserì quindi che era pronto a rinunciare al potere e che il suo volere era tornare in mezzo al suo popolo. I Siracusani, colpiti da tanto ardore, lo esortarono a non lasciare il suo posto e anzi gli affidarono il governo della pentapolis senza limiti né condizioni.
Il gesto di disarmo compiuto da Agatocle è un chiaro richiamo a quello compiuto molto tempo prima da Gelone I: anche il condottiero geloe, prima di essere nominato tiranno della polis, si spogliò del suo potere davanti ai Siracusani radunati in assemblea, che in quell'occasione era armata, e si rimise al loro giudizio; pronto a morire in quel momento se il popolo riteneva che avesse agito male. Allo stesso modo, Agatocle si rimise nelle mani dell'assemblea popolare, creando con i Siracusani una forte empatia.
A sei giorni dalla prima strage, acquisito il potere supremo, Agatocle convocò una terza assemblea nella quale uccise ed esiliò gli ultimi dissidenti: in 5 000 dovettero lasciare la pentapolis.
Agatocle come prima cosa promise la cancellazione dei debiti e la ridistribuzione della terra. La lotta tra classi sociali sembra fosse la sua priorità; il malcontento che contraddistinse Siracusa nell'ultimo periodo timoleonteo (malcontento generato con ogni probabilità dalla ripopolazione "forzata" dei Corinzi; per cui si ebbero nuovi coloni ricchi e vecchi residenti poveri), poté essere in effetti la causa che “generò” la necessità della figura di Agatocle.
Alla cruenta presa di potere, seguì un più mite clima nel quale Agatocle esercitò la sua leadership. Diodoro riferisce che il nuovo stratēgos autokrator andava in giro senza una scorta armata, poiché non temeva per la sua incolumità,  ed egli evitava inoltre di portare il diadema, che sapeva non piacere ai Greci - in quanto rappresentava il simbolo della tirranide -, preferendo piuttosto cingersi la testa con una corona di mirto.
Nel contempo Agatocle non mancò di occuparsi del totale controllo della regione interna circostante - tutta l'area iblea e parte dell'ennese - che sapeva essere un importante serbatoio di mezzi e uomini per le sue guerre (lo aveva già sperimentato durante le fasi della guerra civile). Oltre ciò, egli si dedicò a rinforzare nuovamente gli armamenti di Siracusa: nuove armi e navi da guerra vennero costruite.

Localizzazione della Sicilia; l'isola più grande del Mediterraneo

La volontà egemonica di Agatocle fu evidente fin dal principio. Per una serie di fattori, tra i quali spicca l'esigenza di Siracusa di rimanere saldamente ai primissimi livelli del mondo greco-ellenistico, pena la sua decadenza, Agatocle rese chiara l'intenzione di porre sotto la sua obbedienza le poleis di Sicilia, ottenendo da Cartagine il riconoscimento, ancora mancante, dell'egemonia di Siracusa sull'intero territorio greco siciliano, e visti i precedenti in Magna Grecia, non era difficile immaginare che le mire agatoclee non si sarebbero fermate alle sole aree dell'isola dove la parlata era greca.
Se quindi il comandante delle forze puniche in terra siciliana, Amilcare, aveva sperato di rafforzare la posizione di Cartagine, rendendosi mediatore e alleato a nome della potenza africana della scalata al potere di Agatocle, si sarebbe ben presto accorto di aver commesso un grave errore di valutazione (rammentando tuttavia che la versione di Diodoro, se pur molto più dettagliata, non conosce alcun intervento di Amilcare nel colpo di Stato attuato da Agatocle).

### Esplicative
1. ↑  Approfondimento in Gaetano De Sanctis, pp. 212-213, dove ci si sofferma sulle possibili motivazioni che spinsero Amilcare a scendere a patti con Agatocle. Lo storico moderno fa presente che l'apertura di Cartagine nei confronti di Siracusa era dovuta probabilmente alla voglia di non esporsi dei Cartaginesi; in quel momento ansiosi di scoprire se dopo la caduta di Tiro (loro madrepatria) i Macedoni si sarebbero rivolti contro Cartagine.

### Referenze
1. ↑  (FR)  Pièce Agathocle de Voltaire (Œuvres complètes de Voltaire) Archiviato il 19 aprile 2012 in Internet Archive.
2. ↑  AGATOCLE - Enciclopedia Italiana (1929).
3. 1 2  di Blasi; Gambacorta, p. 279.
4. ↑  Gaetano De Sanctis: Scritti minori, Volume 1, pag. 16, anno 1972
5. ↑  Pareti, p. 315.
6. 1 2 3 4 5  Riccardo Giraldi, Il popolo cosentino e il suo territorio: da ieri a oggi, pag. 19-20-21
7. ↑  Pareti, pp. 315-317.
8. ↑  Diod. Sic., XIX, 3, 5 - 4, 1.
9. ↑  Cfr. sulla data Gaetano De Sanctis, p. 207.
10. ↑  Riccardo Vattuone, p. 294.
11. ↑  Diod. Sic., XIX, 4, 3. Cfr. Gaetano De Sanctis, p. 208; Riccardo Vattuone, pp. 297-298.
12. ↑  Siracusa è la prima polis occidentale per la quale sono noti tumulti dopo la morte del Macedone. Cfr. Gaetano De Sanctis, p. 208.
13. ↑  Lo scenario internazionale è reso noto in Gaetano De Sanctis, pp. 205-209.
14. ↑  Giovanna De Sensi Sestito, p. 41.
15. ↑  Diod. Sic., XIX 4,1.
16. ↑  Giovanna De Sensi Sestito, p. 41; Riccardo Vattuone, pp. 297-298; Gaetano De Sanctis, p. 208.
17. ↑  Consolo Langher, p. 34, n. 16.
18. ↑  Diod. Sic., XIX, 4, 2.
19. ↑  Riccardo Vattuone, p. 298.
20. ↑  Diod. Sic., XIX 4, 3.
21. 1 2 3  Diod. Sic., XIX 4, 4. Cfr. Riccardo Vattuone, p. 304; Gaetano De Sanctis, p. 209.
22. ↑  Gaetano De Sanctis, p. 208, n. 2.
23. 1 2  Gaetano De Sanctis, p. 210.
24. ↑  Cfr. Riccardo Vattuone, p. 298; Gaetano De Sanctis, p. 210.
25. ↑  Diod. Sic., XIX 5, 2-3.
26. ↑  Diod. Sic., XIX 5, 1.
27. ↑  Riccardo Vattuone, p. 304.
28. ↑  Diod. Sic., XIX 5, 4.
29. ↑  Polieno, V, 37. Cfr. Gaetano De Sanctis, p. 211.
30. ↑  Diod. Sic., XIX 5, 4 - 6, 2; Giustino, XXII 2, 1. Cfr. Riccardo Vattuone, p. 305.
31. ↑  Consolo Langher, p. 38, n. 26.
32. ↑  Diod. Sic., XVI 82, 7.
33. ↑  Giustino, XXII 2, 5-6.
34. 1 2 3 4  di Blasi; Gambacorta, p. 281.
35. ↑   Galleria Roma= Agatocle, scritto dal Cav. Pasquale Panvini, su galleriaroma.it. URL consultato l'11 novembre 2013 (archiviato dall'url originale il 21 settembre 2013).
36. 1 2  di Blasi; Gambacorta, p. 282.
37. 1 2  Consolo Langher (2000), p. 57.
38. ↑  Gaetano De Sanctis, p. 215.
39. ↑  Diod. Sic., XIX 9. Cfr. Anna, p. 157; Riccardo Vattuone (1983), p. 117.
40. ↑  Polieno di Macedonia, 1, 27, 1. Gelone all'assemblea dei Siracusani.
41. ↑  Riccardo Vattuone, Sapienza d'occidente: il pensiero storico di Timeo di Tauromenio, 1991, p. 196.
42. ↑  Diod. Sic., XIX 9, 5.
43. 1 2  Riccardo Vattuone, p. 310; cfr. anche Giovanna De Sensi Sestito, pp. 42-43.
44. ↑  Consolo Langher (2005), pp. 165-166.
45. 1 2 3 4  Diod. Sic., XIX 9, 7.
46. ↑  Diod. Sic., XX, 54; Claudio Eliano, V. H. XI, cap. 4.
47. ↑  Consolo Langher, p. 36.
48. 1 2  Consolo Langher, pp. 29-35.
49. ↑  Cfr. Consolo Langher, p. 51.